# Henneguya lateolabracis
Henneguya lateolabracis is een microscopische parasiet uit de familie Myxobolidae. Henneguya lateolabracis werd in 2003 beschreven door Yokoyama, Kawakami, Yasuda & Tanaka. 